# Battle Tanks
Battle Tanks è un videogioco arcade bidimensionale con grafica in stile cartone animato. Il videogioco è software libero, open source.

## Descrizione
Il giocatore dovrà guidare carri armati o altri mezzi militari in un campo di battaglia distruggendo tutte le forze nemiche presenti o arrivare a raggiungere un determinato obiettivo (es: distruggere una postazione).
All'inizio, in ogni campo di battaglia, il giocatore, impersonificherà un soldato e potrà scegliere uno tra i mezzi militari disponibili, presenti, di solito, sia nel punto iniziale che altrove. I mezzi militari selezionabili vengono rigenerati dopo pochi secondi dalla loro distruzione o dalla loro selezione. Sul campo di battaglia sono presenti armamenti e munizioni che sono specifici per ogni mezzo militare e quindi solo con quello corretto sarà possibile prelevarli e utilizzarli, e altri bonus generici usabili da tutti (come i kit medici che ripristinano parte della vita persa). Quando il mezzo militare scelto verrà distrutto, il giocatore, se sopravvive, potrà cercare di raggiungerne un altro; nel caso rimarrà ucciso, allora verrà rigenerato al punto iniziale o in un punto di salvataggio intermedio che sarà disponibile una volta raggiunto. Nel campo di battaglia possono essere presenti dei tunnel che permetteranno al giocatore di trasferirsi istantaneamente dal punto di ingresso a quello di uscita e viceversa. Alcuni nemici sono generati in automatico da caserme fino a quando queste non verranno distrutte.
I mezzi militari a disposizione sono: carro armato, Shilka, carro lanciarazzi, mortaio, buggy armato. Inoltre nel gioco sono presenti anche: elicotteri, navi e sottomarini.
Tra i nemici si trovano: truppe kamikaze, torri con mitragliatrici, torri con lanciamissili, artiglieria, zombi, vermi delle sabbie.
Il videogioco può essere giocato con uno o più giocatori sullo stesso computer (in questo caso lo schermo viene suddiviso in più sezioni) o in rete. Esistono diverse modalità di gioco, come combattimenti fino alla morte e combattimenti cooperativi, nel caso di più giocatori.
Il gioco include un editor, anche se è indicato che non è molto stabile.
È possibile creare un server di gioco su cui i vari giocatori possono collegarsi.
Il gioco, distribuito con licenza GNU GPL versione 2.0 o successiva, è multipiattaforma, disponibile per Linux, macOS e Microsoft Windows.
Il gioco è presente già pacchettizzato in diverse distribuzioni GNU/Linux o è possibile compilarlo direttamente dai sorgenti.